# Tønder Kommune (1970–2006)
| Basisdaten | Basisdaten        |
| ---------- | ----------------- |
| Fläche     | 184,59 km² (2005) |
| Einwohner  | 12.462 (2005)     |
| Website    | www.toender.dk    |

Tønder Kommune (deutsch Tondern) war eine Kommune in Sønderjyllands Amt (Nordschleswig) im südlichen Dänemark. Sie entstand bei der Kommunalreform 1970 durch Zusammenschluss von Stadt und Landkirchspiel Tønder und den Landgemeinden Abild (deutsch: Abel), Hostrup, Møgeltønder (deutsch: Mögeltondern) und Ubjerg (deutsch: Uberg). Seit 2007 bildet sie gemeinsam mit den Kommunen Højer, Bredebro, Skærbæk, Nørre-Rangstrup und Løgumkloster die neue Tønder Kommune.